# Штефан Скоумал

Штефан Скоумал (29. новембар 1909 — 28. новембар 1983) био је  аустријски фудбалски везни фудбалер.
За фудбалску репрезентацију Аустрије одиграо је 4 наступа. Након анексије Аустрије од стране Немачке, одиграо је 3 наступа за немачку фудбалску репрезентацију и учествовао је на Светском првенству у фудбалу 1938. године.  Клупску каријеру провео је у Рапиду из Беча.